# Кунара (село)
Куна́ра — село в Невьянском районе Свердловской области России. Входит в Невьянский муниципальный округ. Расположено на реке Кунарке.
Кунара известна необычно украшенным домом кузнеца С. И. Кириллова.

## Этимология
По материалам книги А. К. Матвеева «Географические названия Урала. Топонимический словарь», в основе названия села лежит башкирский глагол куныу (куну) — «ночевать». От глагола образовано причастие будущего времени кунар. Таким образом, название переводится как «где будут ночевать».

## Население
По данным Всероссийской переписи населения 2010 года, постоянное население Кунары составляло 143 человека, из них 61 мужчина и 82 женщины.
По данным Всероссийской переписи населения 2002 года, русские составляли 97 % от общего числа жителей Кунары.
Долговременная динамика численности населения:
| 1056 | н/д | н/д | н/д | н/д | н/д | н/д | 183 | 143 |

## География
Село Кунара расположено к востоку от Уральских гор, по обоим берегам реки Кунарки. Кунара окружена полями. Речка Кунарка пересекающая село, ниже по течению впадает в Аятское озеро. Село находится к северу от Екатеринбурга, к и в 20 километрах к юго-востоку от районного центра — города Невьянска. Через Кунару проходит старый Верхотурский тракт, который служит в качестве сообщения с соседними населёнными пунктами. Ближайшая железнодорожная станция Невьянск расположена в Невьянске, в 24 километрах от села.

## История
Кунара была основана чуть позднее Шайдурихи. К 1800 году в деревне насчитывалось 39 дворов со 168 жителями мужского пола и 201 женского. В Аятскую слободу деревня не входила и была заселена крепостными Невьянского завода и пришлыми на завод людьми, которые также являлись крепостными. На 1800 год Кунара входила в Аятский Троицкий приход и в Аятскую волость.
В XIX веке Кунара входила в Шуралинскую волость Екатеринбургского уезда.

## Инфраструктура
В Кунаре имеется действующая деревянная православная церковь Иоанна Предтечи, есть небольшой клуб, фельдшерский пункт и магазин.
До Кунары можно добраться на автобусе из Невьянска и Режа

## Дом кузнеца Кириллова

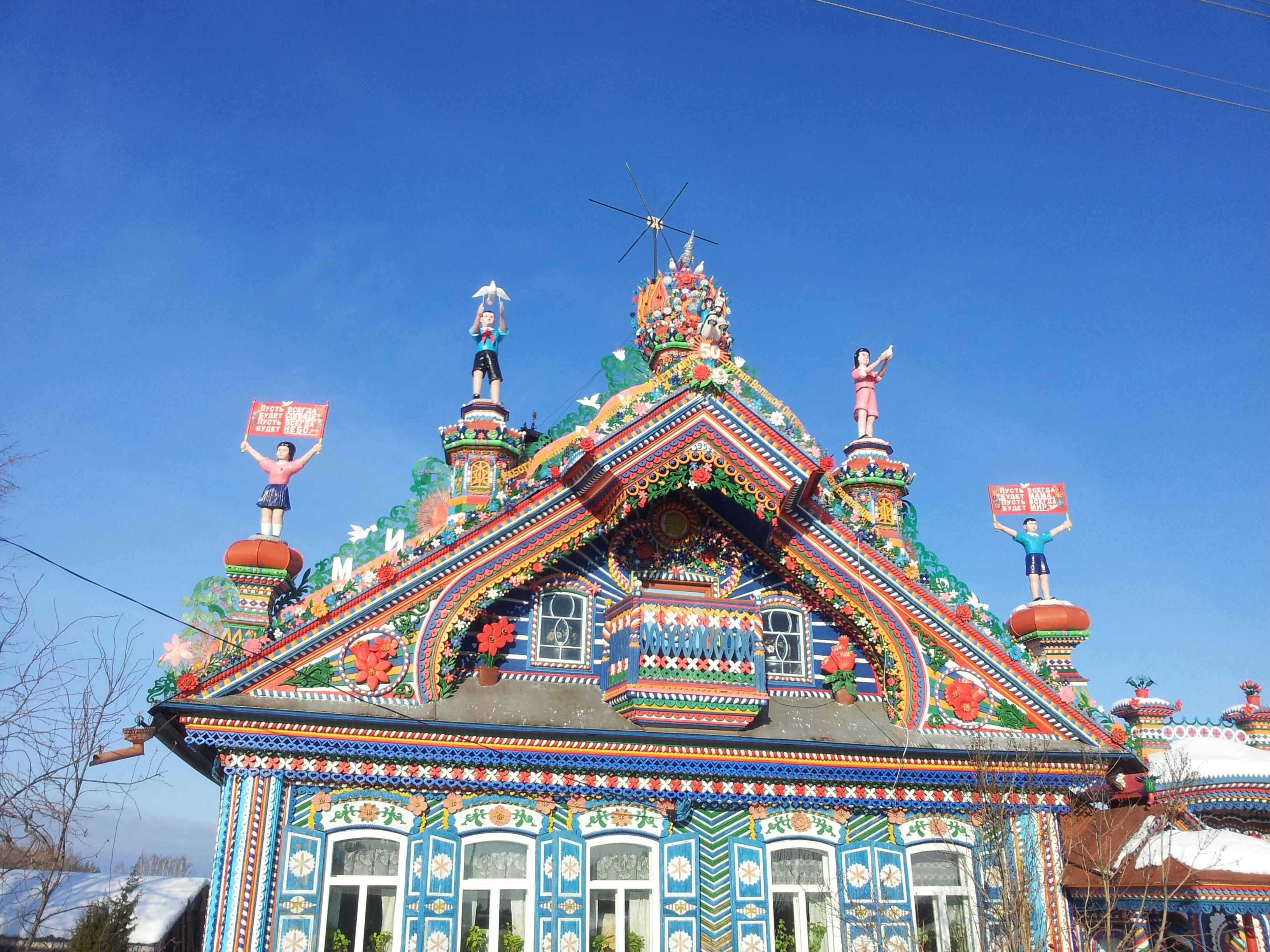
Дом кузнеца Кириллова, вид крыши

В Кунаре есть необычный дом, известный на Урале и за его пределами. Это дом кузнеца Сергея Ивановича Кириллова, построенный им же для себя в середине XX века. Строительство дома было начато в 1954 году и закончено в 1967-м. Является популярным туристическим объектом и главной достопримечательностью села.
Дом кузнеца Кириллова — это богато украшенная деревенская изба с пристройкой и крытым двором. Своим ярким и пышным украшением дом напоминает сказочный терем. Изба украшена ярко расписанной резьбой, пёстро раскрашенными скульптурами людей (дети, всадники на конях и т. д.), животных, цветов, разнообразными орнаментами и символиками, среди которых преобладает советская тематика. Дом венчает пышная композиция из цветов, флагов и птиц со звездой и гербом СССР. Все украшения сделаны из дерева и металла. Двор, пристройка, забор и балкон дома расписаны в таком же стиле.